# Nerto

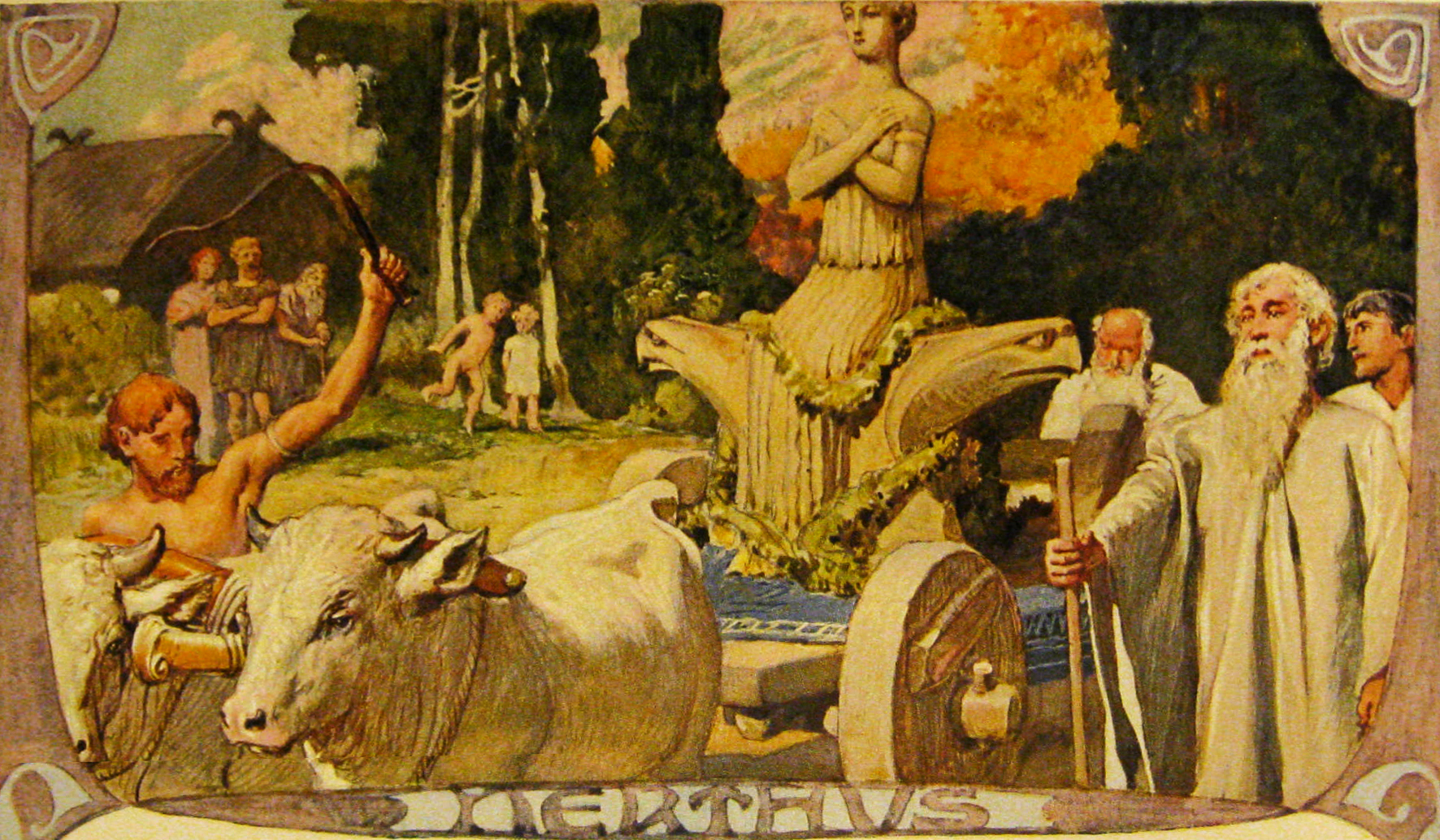
Nerto (1905) por Emil Doeper

Nerto (em latim: Nerthus) é uma deidade da mitologia nórdica.
Seu nome vem da tradução ao latim de Njörðr por Tácito, em sua obra De origine et situ Germanorum. Tácito descreve o culto e os sacrifícios praticados em um lago, que posteriormente se identificou como a ilha dinamarquesa de Fiônia.

## Origens
A obra de Tácito foi uma recompilação de relatos, pelo que provavelmente por não estar muito relacionado com os deuses germânicos tenha modificado o nome original de Njörðr para Nerthus, o qual foi logo empregado pelos teutões. Outros nomes que Nerto recebe são Hlodin, Eartha e Hertha. Ela é a mãe terra, representando a fertilidade da terra cultivada. Possuía um carro que era puxado por duas vacas, o qual se pode relacionar com a vaca primogênita da criação, Audumbla. Nerto é uma das primeiras deusas dos povos germânicos.

## Culto
Nerto era uma divindade muito popular em algumas dos povos germânicos principalmente no que se converteria na Alemanha. Sua festividade se realizava na primavera na qual se fazia uma procissão com um carro, ao qual só tinha acesso o sacerdote principal do culto.
Deve-se destacar que este culto pode ser originado na idade da pedra. Nas localidades saxãs também era adorada como mãe terra, mas na realidade não era uma deusa saxã, pela qual se relacionaria com Tuisto (deus nascido da terra). O papel de Nerto na mitologia nórdica tem sido muito limitado, pois como deusa pertence aos Vanir e de forma paradoxal toma o papel de mãe, irmã e amante de Njord, o qual tem muitas características dela, sendo substituída por ele como deus da terra fértil. Seu cargo de mãe terra é ocupado por Jord.

## Teorias
H.R. Ellis Davidson propõe que provavelmente houvesse um par masculino e feminino de deidades, de Njord e Nerto, sendo esta última substituída mais tarde por Freia. Também diz que havia várias deidades masculinas com sua contraparte feminina entre os deuses dos nórdicos, dos quais se sabe muito pouco, em alguns casos somente seus nomes, e.g. Ullr e Ullin.
Assim Nerto pode ter sido irmã de Njord e mãe de seus filhos, Frei e Freia; que também tinham uma relação segundo Loki em Lokasenna. Esta pode ser a razão pela qual Snorri Sturluson escreveu na "saga dos Ynglings" que as uniões dentro de uma mesma família eram comuns e aceitas entre os Vanir, mas não entre os Æsir.
Ela pode ter sido a contraparte de seu irmão Njord, em uma sociedade de pescadores e fazendeiros, onde teria se associado às safras, e seu irmão à pesca.
A adoração de Frei e de Freia sugere que o culto às grandes deidades associadas à fertilidade era comum na Era Viquingue escandinava; ainda mais do que as Eddas podem sugerir. Não é impossível pensar então que Frei e Freia são os descendentes mitológicos de Nerto e Njord, existindo também a semelhança entre os carros de Nerto e Freia, só que o desta última era puxado por gatos.
A afirmação de que Njord também seja Vanir pode indicar que junto com Nerto conformaram as deidades principais do panteão de uma religião escandinava mais velha, possivelmente com origem na idade do bronze nórdica e que mais adiante foi ofuscado pela introdução de uma nova religião.